# Eddie Garcia
Pour les articles homonymes, voir García.
Eduardo Verchez García, dit Eddie Garcia, né à Sorsogon (Philippines) le 2 mai 1929 et mort le 20 juin 2019 à Makati (Philippines), connu aussi sous le nom de Manoy, est un acteur et réalisateur philippin.
Avec plus de 300 films, il est l'acteur philippin qui a joué dans le plus grand nombre de films. Il est aussi la seule personne aux Philippines intronisé au Temple de la renommée du FAMAS dans trois catégories, meilleur acteur, meilleur acteur de soutien et meilleur réalisateur.

## Filmographie partielle

### Comme acteur

#### Au cinéma
- 1966 : Curse of the Vampires
- 1973 : Black Mama, White Mama d'Eddie Romero
- 1973 : Il était une fois Bruce Lee
- 1974 : Tinimbang ka ngunit kulang de Lino Brocka
- 2000 : Anino de Raymond Red (court métrage)
- 2012 : Bwakaw (en)

#### À la télévision
- 2014 : Sana Bukas pa ang Kahapon (série télévisée)

## Distinctions et héritage
Eddie García a acquis la réputation d'être l'un des acteurs les plus fiables, les plus polyvalents et les plus compétents du cinéma local et a influencé de nombreux acteurs tels que Coco Martin, avec qui il a travaillé pendant trois ans au cours de l'une des plus anciennes séries télévisées de l'histoire des Philippines[Laquelle ?]. Le présentateur de télévision Julius Babao le décrit comme « une véritable icône de l'industrie cinématographique philippine ». Le journaliste Ruel Mendoza l'a surnommé le « père des films philippins ».
Il était un réalisateur primé, ayant remporté de nombreux prix pour plusieurs films qu'il avait réalisés. Miguel Escobar d'Esquire a appelé Eddie Garcia « un acteur-réalisateur légendaire ». Korina Sanchez l'a appelé « au-delà du quota dans ses contributions à la culture pop et à l'industrie cinématographique philippine ».
Il a reçu de nombreux prix tout au long de sa carrière, mais il a affirmé qu'il ne réalisait pas de films visant à obtenir des prix. En plus de plusieurs FAMAS, il a également récolté des récompenses dans d'autres festivals de cinéma, recevant des Luna Awards, ainsi qu'aux Metro Manila Film Festival.
Au 55e Festival du film Asie-Pacifique, Eddie Garcia a remporté l'Asian Film Award du meilleur acteur pour son rôle dans Bwakaw — et a été le premier Philippin à le remporter.